# Académie des orchestres des jeunes d'Ottawa
L'académie des orchestres des jeunes d'Ottawa (AOJO), est un organisme culturel et éducatif, sans but lucratif, proposant aux jeunes musiciens une formation de futurs chefs d'orchestre dans la capitale nationale d'Ottawa. Si le premier orchestre des jeunes d'Ottawa fut créé en 1960, il faudra attendre 1982 pour réorganiser cette société musicale d'une façon pérenne.

## Présentation
L’académie des orchestres des jeunes d'Ottawa comprend deux orchestres complets, huit ensembles instrumentaux pour cordes, bois, cuivres et harpes. Elle propose un programme pour débutants et enfants préscolaires ainsi que des cours de théorie et d’histoire de la musique. Plus de 300 étudiants, surnommés les JOJO, suivent cette formation musicale. Un grand nombre d'entre eux se qualifient pour jouer dans l'orchestre des jeunes d'Ottawa.
Le premier orchestre des jeunes d’Ottawa a été créé en 1960. Le succès de cette formation attira de jeunes recrues et le développement se poursuivit, mais au cours des années 1970, le rythme se ralentit et le dernier concert fut donné en 1980. En 1982, John Gomez et ses collègues de l’Orchestre du Centre national des arts ont fondé la National Capital String Academy afin de combler ce manque. En 1985 fut créée la National Capital Wind Academy pour offrir des possibilités similaires aux instrumentistes de bois et de cuivre. Les deux groupes fusionnèrent en 1986 sous le nom de la National Capital Strings and Wind Academy et remirent en fonctionnement l’Orchestre des jeunes d’Ottawa, inactif depuis six ans. En 1988, il prit le nom d’Académie de musique de la Capitale nationale. 
L'académie des orchestres des jeunes d'Ottawa travaille en partenariat avec la commission de la capitale nationale ainsi qu'avec d'autres ensembles de musique de la région d'Ottawa, comme Opéra Lyra ou l'orchestre symphonique d'Ottawa. Elle a fêté, en 2012, son trentième anniversaire.